# 池田鮎美
池田 鮎美（いけだ あゆみ、1981年〈昭和56年〉 - ）は、日本のライター、MC。自らの性暴力被害経験を踏まえ、執筆活動、当事者支援、ポリタスTVのMCなど幅広く活動する。

## 経歴
1981年（昭和56年）生まれ、新潟県出身。
早稲田大学卒業後、雑誌・書籍のライターとして活動。
2012年、取材中に性暴力を受けたことを契機として、執筆活動を中断。
2017年、一般社団法人Springの設立に参加。同団体の発行するメールマガジン「すぷだより」に寄稿しながら、執筆する意欲を取り戻した。
2023年（令和5年）、初の単著『性暴力を受けたわたしは、今日もその後を生きています。』（梨の木舎）を上梓。